# Preußen-Klasse
| Deutsches Reich                                         | Deutsches Reich                                                                               |
| ------------------------------------------------------- | --------------------------------------------------------------------------------------------- |
|                                                         |                                                                                               |
| Klassendetails                                          |                                                                                               |
| Schiffstyp:                                             | Panzerschiff                                                                                  |
| Dienstzeit:                                             | 1874–1906                                                                                     |
| Einheiten:                                              | 3                                                                                             |
| Schwesterschiffe                                        |                                                                                               |
| SMS Preußen SMS Friedrich der Große SMS Großer Kurfürst |                                                                                               |
| Länge:                                                  | über alles: 96,59 m Wasserlinie: 94,5 m                                                       |
| Breite:                                                 | 16,3 m                                                                                        |
| Tiefgang:                                               | 7,18 m                                                                                        |
| Verdrängung:                                            | Konstruktion: 6.821 t Maximal: 7.718 t                                                        |
| Antrieb:                                                | 6 Kofferkessel 3-Zyl.-Dampfmaschine 5.000 PSi Takelung als Vollschiff mit 1834 m² Segelfläche |
| Geschwindigkeit:                                        | 14 kn                                                                                         |
| Besatzung:                                              | 500 bis 543 Mann                                                                              |
| Bewaffnung:                                             | 4 × 26,0 cm L/22 Rk (400 Schuss) 1 × 17,0 cm L/25 Rk (200 Schuss)                             |
| Panzerung:                                              | Gürtel: 102–229 mm auf 234–260 mm Teak Türme: 25–254 mm auf 260 mm Teak                       |

Die Preußen-Klasse war eine Klasse von drei Panzerschiffen, die zwischen 1870 und 1875 für die Kaiserliche Marine gebaut wurden. Die Schiffe dieser Klasse waren ursprünglich als Kasemattschiffe geplant worden, aber noch vor Baubeginn wurde entschieden, sie als Turmschiffe zu bauen. Offiziell wurden die Schiffe als Panzerfregatten bezeichnet, ab 1884 wurden die noch vorhandenen zwei Schiffe zu Panzerschiffen (ab 1893 Panzerschiffe III. Klasse) umklassifiziert.

## Bau und technische Daten
Nach der Kiellegung 1870 lief die Preußen am 22. November 1873 bei der Werft AG Vulcan in Stettin vom Stapel. Ihre Schwesterschiffe waren Friedrich der Große (Stapellauf 1874 in Kiel) und Großer Kurfürst (Stapellauf 1875 in Wilhelmshaven). Es waren die ersten in Deutschland gebauten gepanzerten Schiffe mit drehbaren Geschütztürmen, gebaut zu einer Zeit, als die Kaiserliche Marine ihre Abhängigkeit von ausländischen Werften abzulegen begann.
Die Schiffe waren 96 Meter lang und verdrängten 6820 Tonnen. Die Panzerung bestand aus Schmiedeeisen auf Teakholzplanken. Die Eisenplatten der Zitadelle und der Türme waren 203 mm dick, die des Gürtelpanzers, der die Schiffseiten in der Wasserlinie schützte, maßen vorn und achtern 102 mm, in der Schiffsmitte 228 mm. Die Schiffe hatten 1834 Quadratmeter Segelfläche sowie Dampfmaschinen und eine Höchstgeschwindigkeit unter Dampf von 14 Knoten.

## Laufbahn der Schiffe
Die Preußen wurde 1876 in Dienst gestellt und war im Flottendienst bis 1891, gefolgt von Hafendienst in Wilhelmshaven bis 1906. Am 12. November 1903 wurde sie umbenannt in Saturn, da ein neues Linienschiff den Namen Preußen bekam. Das Schiff wurde 1906 zur Kohlenhulk umfunktioniert und 1919 in Wilhelmshaven abgewrackt.
Die Friedrich der Große wurde 1877 in Dienst gestellt und war im Flottendienst bis 1891, wurde dann im Hafendienst und später als Kohlenbunker verwendet und 1920 in Rönnebeck abgewrackt.
Die Großer Kurfürst war nur sehr kurz im Flottendienst. Nach Indienststellung am 6. Mai 1878 ist sie bei Verbandsübungen vor Folkestone im Ärmelkanal am 31. Mai 1878 nach einer Kollision mit dem Panzerschiff König Wilhelm gesunken.